# Gyroptychius
Il girottichio (gen. Gyroptychius) è un pesce osseo estinto, appartenente ai sarcotterigi. Visse nel Devoniano medio/superiore (circa 385 - 375 milioni di anni fa) e i suoi resti fossili sono stati ritrovati in Europa e in Groenlandia.

## Descrizione
Questo pesce era di medie dimensioni, e solitamente non superava la lunghezza di 30 centimetri. Era dotato di un corpo allungato e snello; la testa era stretta, con occhi piccoli e un'apertura boccale ampia. Erano presenti due pinne dorsali, spostate all'indietro nella parte posteriore del corpo; la prima pinna dorsale era più piccola della seconda. Opposte alle due pinne dorsali, nella parte inferiore del corpo erano presenti le pinne anale e pelviche. Le pinne pettorali erano piccole e leggermente arrotondate, mentre la pinna caudale era di forma curiosa, più o meno romboidale, e appuntita nella parte posteriore. Il corpo era ricoperto da scaglie pesanti e rettangolari, disposte in file diagonali.

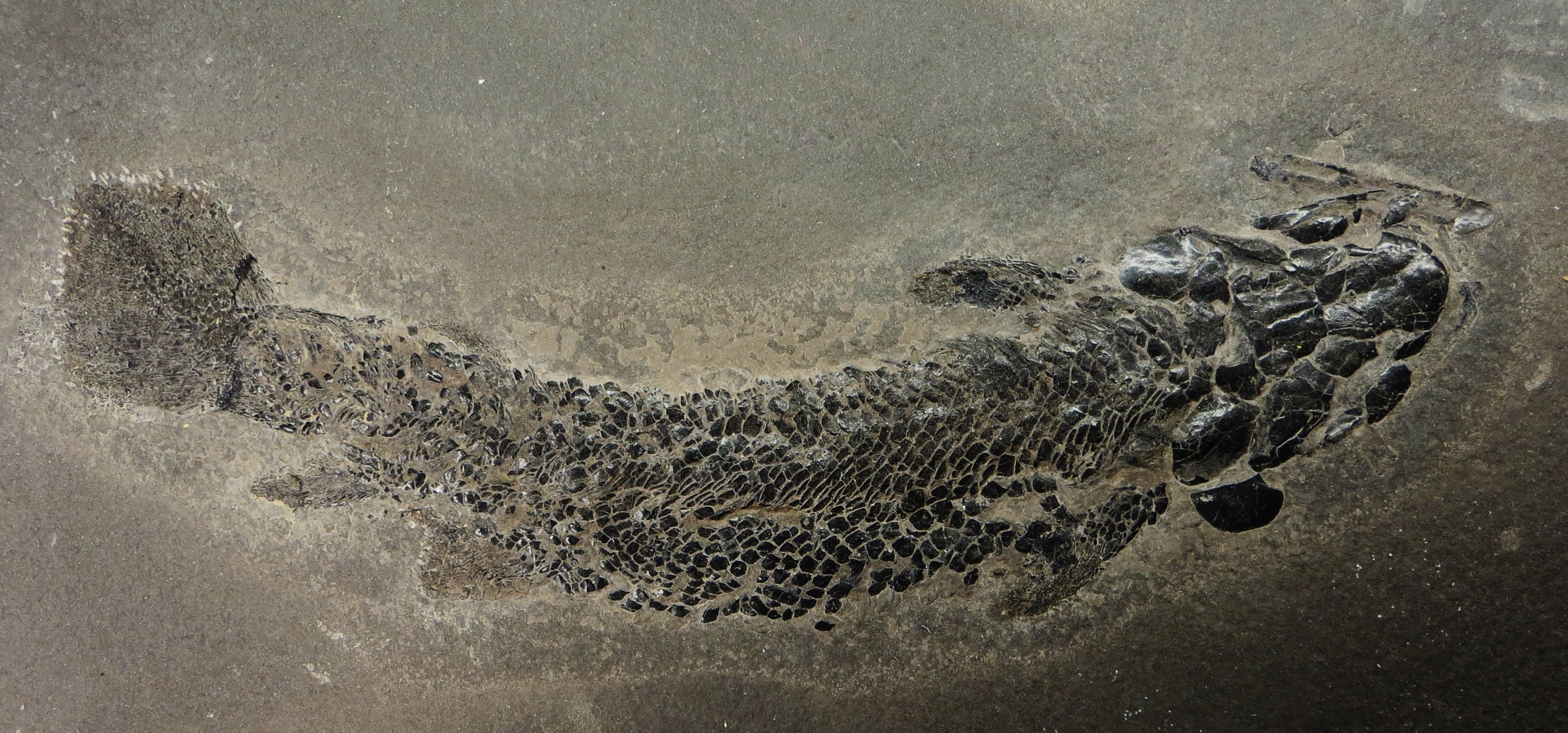
Fossile di Gyroptychius agassizi

## Classificazione
Descritto per la prima volta nel 1848 da M'Coy, il genere Gyroptychius è noto soprattutto per numerosi fossili ritrovati in terreni del Devoniano medio-superiore della Scozia, appartenenti alle specie Gyroptychius agassizi e G. milleri. Altre specie sono note in Estonia e in Lituania (G. elgae, G. grossi, G. latvicus, G. pauli), ma è possibile che alcune di queste fossero conspecifiche con le specie scozzesi. In Groenlandia sono note le specie G. groenlandicus e G. dolichotatus.
Gyroptychius a volte è stato considerato un rappresentante dei porolepiformi, un gruppo di sarcotterigi solo distantemente imparentati con gli antenati dei tetrapodi; la maggior parte delle ricerche, tuttavia, indica che Gyroptychius era un tipico rappresentante degli osteolepiformi (Osteolepiformes), vicini all'origine dei tetrapodi. Ritenuto a lungo un vero Osteolepidae, ricerche più recenti hanno indicato che questo animale faceva parte di un taxon a sé stante (Gyroptychiidae), non strettamente imparentato a Osteolepis (Borgen e Nakrem, 2016).

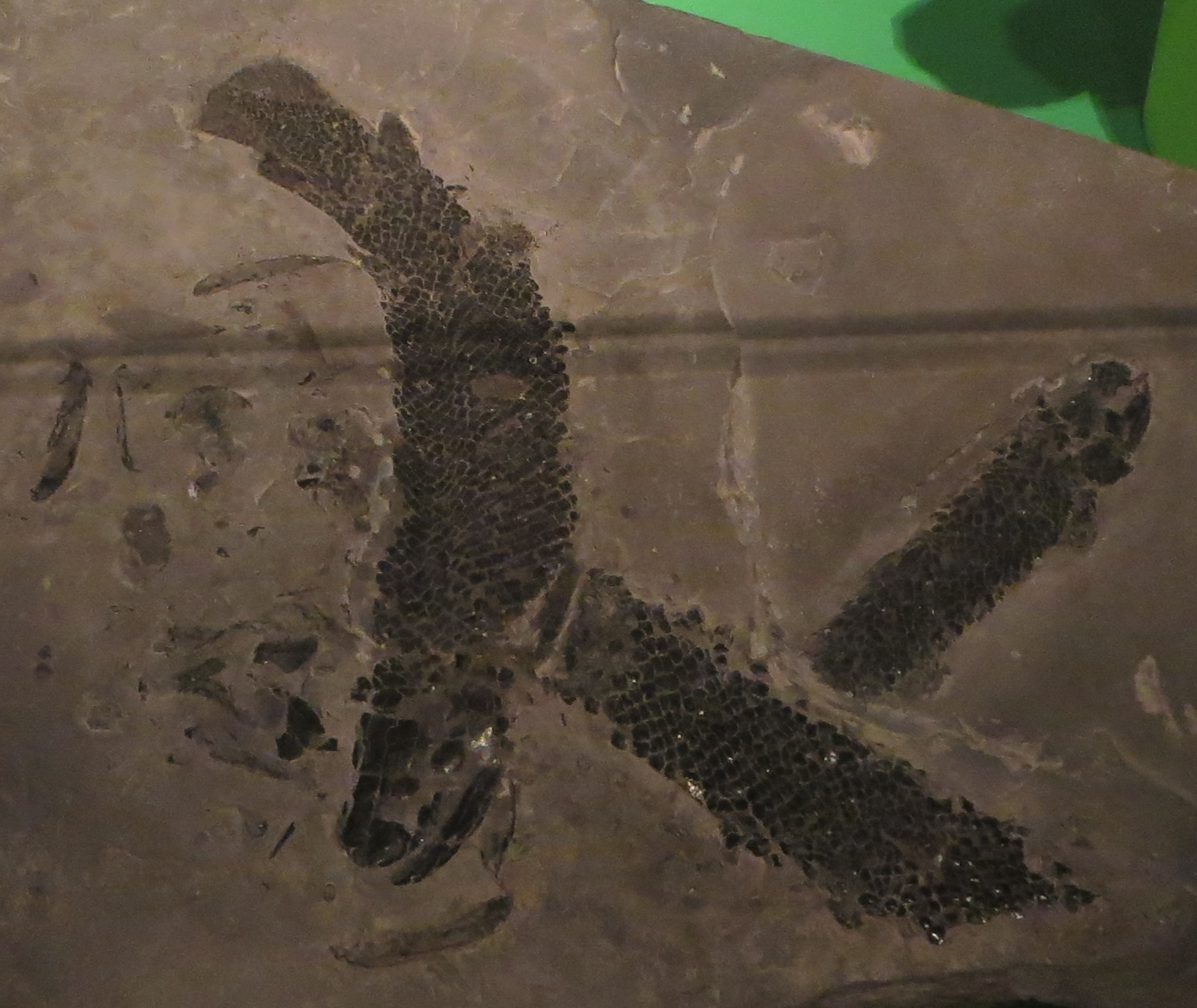
Fossili di Gyroptychius agassizi

## Paleoecologia
Gyroptychius era un pesce predatore che, grazie alle pinne spostate nella parte posteriore del corpo, era in grado di compere improvvisi movimenti guizzanti grazie ai quali poteva catturare le sue prede. Gli occhi piccoli suggeriscono che Gyroptychius non si affidasse alla vista come senso principale nella caccia.